# Jura (Geologie)
| Ära | Mesozoikum                                 |            |               |               |
| System davor | Trias                                      |            |               |               |
| Beginn | 201,3 mya                                  |            |               |               |
| Ende | 145 mya                                    |            |               |               |
| System danach | Kreide                                     |            |               |               |
| Mittlerer atmosphärischer O2-Anteil | ca. 26 Vol.-% (130 % des heutigen Niveaus) |            |               |               |
| Mittlerer atmosphärischer CO2-Anteil | ca. 1950 ppm (5-faches heutiges Niveau)    |            |               |               |
| Mittlere Bodentemperatur | ca. 16,5 °C (2 °C über heutigem Niveau)    |            |               |               |
| \| ❮ \| System \| Serie \| Stufe \| ≈ Alter (mya) \| \| ❮ \| später \| später \| später \| jünger \| \| - \| ------- \| ---------- \| ------------- \| ------------- \| \| ❮ \| J u r a \| Oberjura \| Tithonium \| 145 ⬍ 152,1 \| \| ❮ \| J u r a \| Oberjura \| Kimmeridgium \| 152,1 ⬍ 157,3 \| \| ❮ \| J u r a \| Oberjura \| Oxfordium \| 157,3 ⬍ 163,5 \| \| ❮ \| J u r a \| Mitteljura \| Callovium \| 163,5 ⬍ 166,1 \| \| ❮ \| J u r a \| Mitteljura \| Bathonium \| 166,1 ⬍ 168,3 \| \| ❮ \| J u r a \| Mitteljura \| Bajocium \| 168,3 ⬍ 170,3 \| \| ❮ \| J u r a \| Mitteljura \| Aalenium \| 170,3 ⬍ 174,1 \| \| ❮ \| J u r a \| Unterjura \| Toarcium \| 174,1 ⬍ 182,7 \| \| ❮ \| J u r a \| Unterjura \| Pliensbachium \| 182,7 ⬍ 190,8 \| \| ❮ \| J u r a \| Unterjura \| Sinemurium \| 190,8 ⬍ 199,3 \| \| ❮ \| J u r a \| Unterjura \| Hettangium \| 199,3 ⬍ 201,3 \| \| ❮ \| früher \| früher \| früher \| älter \| |                                            |            |               |               |
| ❮ | System                                     | Serie      | Stufe         | ≈ Alter (mya) |
| ❮ | später                                     | später     | später        | jünger        |
| ❮ | J u r a                                    | Oberjura   | Tithonium     | 145 ⬍ 152,1   |
| ❮ | J u r a                                    | Oberjura   | Kimmeridgium  | 152,1 ⬍ 157,3 |
| ❮ | J u r a                                    | Oberjura   | Oxfordium     | 157,3 ⬍ 163,5 |
| ❮ | J u r a                                    | Mitteljura | Callovium     | 163,5 ⬍ 166,1 |
| ❮ | J u r a                                    | Mitteljura | Bathonium     | 166,1 ⬍ 168,3 |
| ❮ | J u r a                                    | Mitteljura | Bajocium      | 168,3 ⬍ 170,3 |
| ❮ | J u r a                                    | Mitteljura | Aalenium      | 170,3 ⬍ 174,1 |
| ❮ | J u r a                                    | Unterjura  | Toarcium      | 174,1 ⬍ 182,7 |
| ❮ | J u r a                                    | Unterjura  | Pliensbachium | 182,7 ⬍ 190,8 |
| ❮ | J u r a                                    | Unterjura  | Sinemurium    | 190,8 ⬍ 199,3 |
| ❮ | J u r a                                    | Unterjura  | Hettangium    | 199,3 ⬍ 201,3 |
| ❮ | früher                                     | früher     | früher        | älter         |

Der Jura ist in der Erdgeschichte das mittlere chronostratigraphische System (bzw. Periode in der Geochronologie) des Mesozoikums. Der Jura begann vor etwa 201,3 Millionen Jahren und endete vor etwa 145 Millionen Jahren. Er dauerte somit rund 56,3 Millionen Jahre. Der Jura folgte auf die Trias  und wurde von der Kreide abgelöst.

## Geschichte und Namensgebung
Der Name „Jura“ wurde 1795 von Alexander von Humboldt für Gesteinsschichten im Juragebirge in die wissenschaftliche Literatur eingeführt und 1829 von Alexandre Brongniart auf die heutige Systembezeichnung erweitert. Das Juragebirge besteht hauptsächlich aus den Ablagerungen (Sedimenten), die während des Systems des Jura am Rande des damaligen Tethysmeeres abgelagert worden sind.

## Definition und GSSP
Der Beginn des Jura ist durch das Erstauftreten der Ammoniten-Art Psiloceras spelae definiert. Eine endgültige Festlegung des GSSP (entspricht etwa einem Typprofil und einer Typlokalität) erfolgte 2010 am Kuhjoch im Karwendel in Tirol nahe der Grenze zu Bayern. Die Obergrenze des Jura bzw. die Untergrenze der Kreide (und damit die der Berriasium-Stufe) ist bisher nicht abschließend definiert worden. Sie wird voraussichtlich in die Nähe des Erstauftretens der Ammoniten-Art Berriasella jacobi gelegt werden.

## Untergliederung des Jura

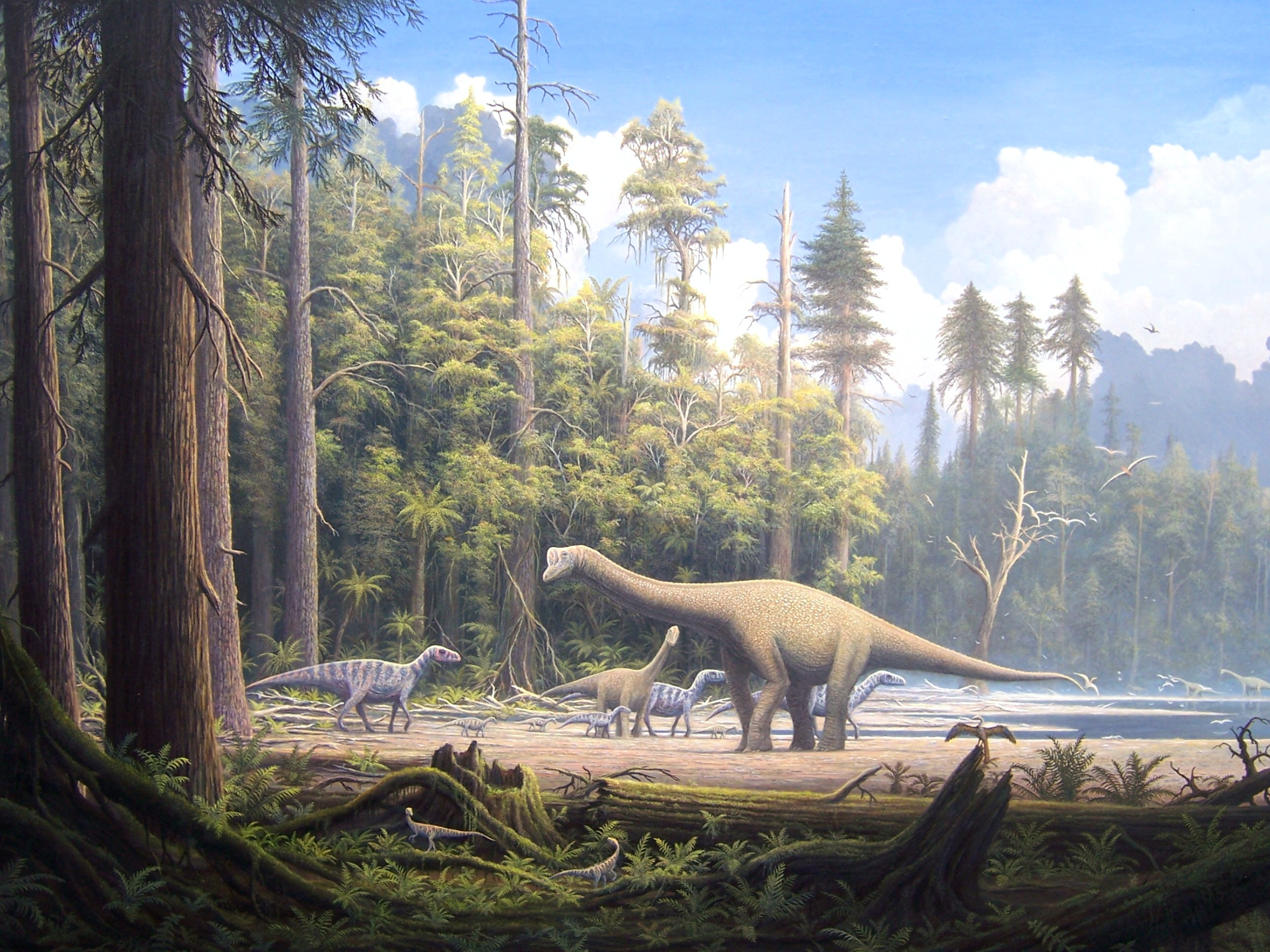
Eine Szene aus dem Oberjura Norddeutschlands. Die Sauropoden im Bildzentrum gehören zur Art Europasaurus holgeri. Im Vordergrund sind zwei Compsognathus zu erkennen, im Hintergrund zieht eine Herde von Iguanodontiern vorbei.

Das Jura-System wird – wie in der Infobox ersichtlich – in drei Serien und insgesamt elf Stufen unterteilt.
Die Begriffe Schwarzer Jura, Brauner Jura und Weißer Jura bzw. die Quenstedtsche Gliederung in Lias, Dogger und Malm sollten als Bezeichnungen für die chronostratigraphischen Serien des Jura nicht mehr verwendet werden. Sie finden jedoch Verwendung als lithostratigraphische Einheiten im Süddeutschen Jura (Schwarzer Jura, Brauner Jura und Weißer Jura) bzw. im Norddeutschen Jura (Lias, Dogger, Malm; provisorische Bezeichnungen). Die Grenzen dieser Einheiten sind rein lithostratigraphisch, d. h. nur durch Wechsel in den Gesteinsmerkmalen definiert. Sie entsprechen daher nur ungefähr den chronostratigraphischen Einheiten, da die lithostratigraphischen Grenzen nicht immer genau mit den System- und Serien-Grenzen übereinstimmen.
Wichtigste Leitfossilien im Jura sind die Ammoniten. Diese ausschließlich marin vorkommenden entfernten Verwandten der heutigen Tintenfische waren zum Ende der Trias fast ausgestorben. Bereits im Hettangium entwickelte sich wieder eine bedeutende Anzahl von neuen Gattungen, so dass sie zu den häufigsten Wirbellosen dieser Zeit zählen. Man findet sie z. B. in Süddeutschland im Posidonienschiefer und in Kalkbänken der Schwäbischen Alb, der Fränkischen Alb sowie in den Alpen zusammen mit den zu den Tintenfischen zu stellenden Belemniten.

## Paläogeographie
Im frühen Jura zerfiel der Superkontinent Pangaea weiter, dieser Prozess hatte bereits in der Obertrias mit der Bildung von Grabenbruchsystemen eingesetzt. Pangaea zergliederte sich in Laurasia (Nordamerika, Europa) und den südlichen Großkontinent Gondwana. Der frühe Atlantik und das Tethysmeer waren noch schmal. Im Verlauf des Jura begann auch Gondwana zu zerbrechen. Daraus resultierte, mit einer Hauptphase im mittleren Jura, die mit einer stark erhöhten Ozeanbodenspreizungsrate verbundene Entstehung mehrerer vulkanischer Aktivitätszentren im Gebiet von Südafrika und Proto-Antarktika in Form der Karoo-Ferrar-Magmaausflüsse.

## Klima

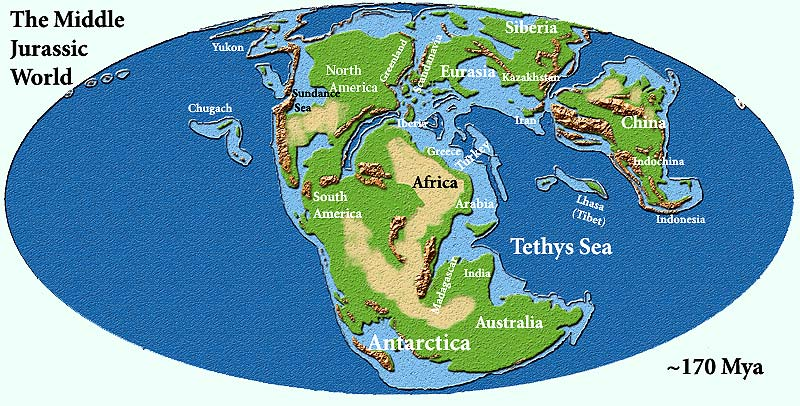
Anordnung der Kontinente im Mittleren Jura

In der geowissenschaftlichen Fachliteratur wurde der Jura lange als relativ ruhige, ereignisarme und klimatisch stabile Epoche beschrieben. Diese Einschätzung änderte sich in den letzten Jahrzehnten grundlegend. Demnach war der mittlere Abschnitt des Mesozoikums eine Zeit umfangreicher tektonischer Prozesse, prägnanter Meeresspiegelschwankungen sowie rasch verlaufender Erwärmungs- und Abkühlungsphasen mit einer Dauer von jeweils 0,5 bis 1,0 Millionen Jahren. Der Unterjura endete möglicherweise mit massiven Eruptionen in einer magmatischen Großprovinz auf Gondwana. Dies führte zu einer globalen Erwärmung, verbunden mit einem Massenaussterben zweiter Ordnung. Kleinblättrige, an Trockenheit angepasste Koniferen wurden danach ein wichtiger Bestandteil der Flora und unter den Dinosauriern entwickelten sich die modernen Sauropoden (Eusauropoda), während die „Prosauropoda“ verschwanden.
Für die  chronostratigraphischen Stufen Callovium (166,1 bis 163,5 mya) und Oxfordium (163,5 bis 157,3 mya) konstatieren mehrere Studien nach Auswertung einer Reihe von Proxydaten eine deutliche Abkühlung, den Abfall der Kohlenstoffdioxid-Konzentration von 700 ppm auf unter 500/400 ppm und eine damit gekoppelte Vergletscherung der polarnahen Regionen der nördlichen Hemisphäre. Andere Publikationen gehen von einer moderaten Abkühlung aus und bewerten die Existenz größerer Eiskappen als unwahrscheinlich. Ein wichtiges Indiz für das Auftreten von Vereisungsprozessen im Jura sind die stark ausgeprägten Hebungen und Senkungen des Meeresspiegels, die aufgrund ihrer sehr raschen Abfolge tektonisch bedingte Änderungen des Ozeanbeckenvolumens in vielen Fällen ausschließen. Eine umfassende Analyse der ozeanischen Trends kommt zu dem Ergebnis, dass die signifikanten Meeresspiegelschwankungen (überwiegend im Bereich von 25 bis 75 Metern) ohne die zeitweilige Existenz großer Eisschilde kaum erklärbar sind.

## Entwicklung der Fauna

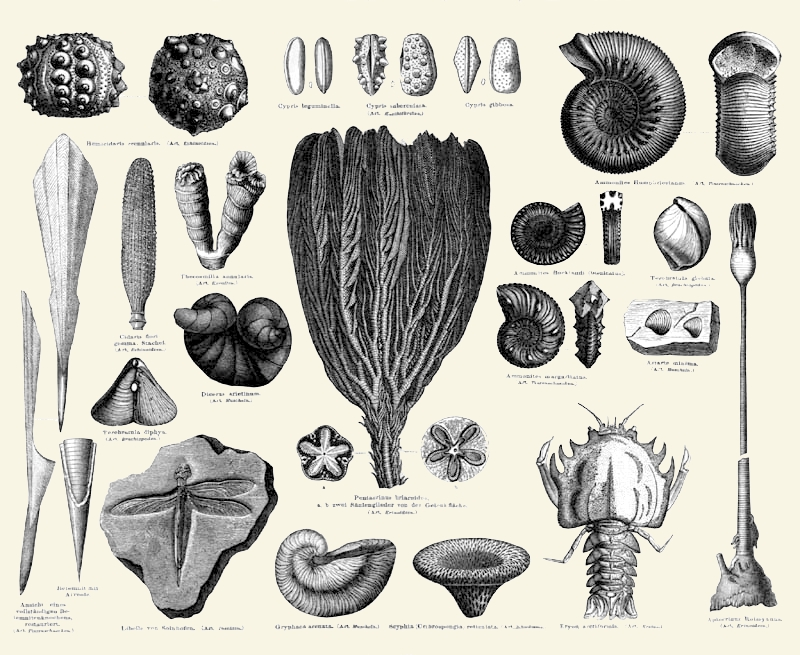
Einige Wirbellosenfossilien aus jurassischen Meeresablagerungen (Aus Meyers Konversations-Lexikon (1885–90))

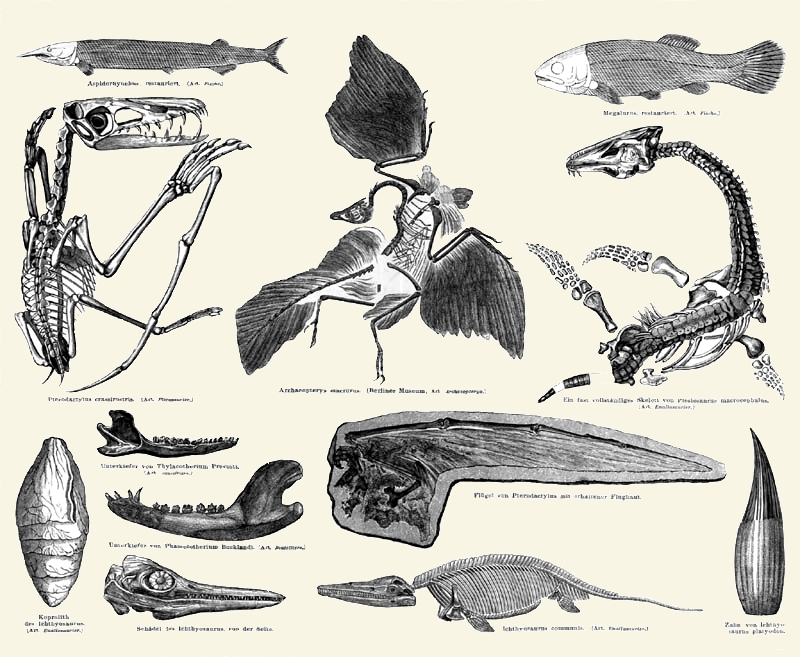
Einige charakteristische Wirbeltierfossilien des Jura (Aus Meyers Konversations-Lexikon (1885–90))

In die Jurazeit, speziell die späte Jurazeit (Oberjura), fällt die erste Blütezeit der Dinosaurier, mit großen Theropoden wie Allosaurus und riesigen Sauropoden wie Diplodocus und Giraffatitan. In Mitteleuropa wurden Fußspuren (Barkhausen, Münchehagen) und, insbesondere in Süddeutschland, Skelettreste von Dinosauriern aus der Jurazeit entdeckt, beispielsweise Ohmdenosaurus im Posidonienschiefer (Unterjura) und Compsognathus sowie Juravenator im Solnhofener Plattenkalk (Oberjura). Der nur katzengroße Compsognathus von Jachenhausen bei Riedenburg galt lange Zeit als der kleinste Dinosaurier.
Sowohl der Süddeutsche Posidonienschiefer als auch der Solnhofener Plattenkalk sind hinsichtlich ihrer Fossilführung weltbekannt. Während der unterjurassische Posidonienschiefer als relativ küstenfern abgelagertes Sediment weniger durch Überreste von Dinosauriern als vielmehr durch Fossilien von Meerestieren, insbesondere auch von Meeresreptilien (Ichthyosaurier, Plesiosaurier, Meeres-Krokodile), bekannt ist, enthält der in Bereich einer Inselgruppe abgelagerte oberjurassische Solnhofener Plattenkalk auch viele Überreste von Landlebewesen, darunter auch Flugsaurier wie Pterodactylus.
Ebenfalls im Solnhofener Plattenkalk überliefert ist der weltberühmte „Urvogel“ Archaeopteryx, der als Beleg dafür betrachtet wird, dass sich im Oberjura die Vögel aus einer Linie der Theropoden entwickelten.
Aus dem Unterjura von China stammt auch der Fund eines Säugetier-Fossils, Hadrocodium wui, das als ältestes Säugetier im engeren Sinne gilt. Neuere Funde aus dem Mittleren Jura im nordostchinesischen Jiulongshan-Gebirge (Autonomes Gebiet Innere Mongolei, Kreis Ningcheng, Daohugou) haben die bisherigen Vorstellungen über die Säugetierwelt des Mesozoikums nachhaltig verändert. Die Gattung Castorocauda lutrasimilis (Docodonta), die vor 164 Millionen Jahren im mittleren Jura lebte, ähnelte einem  Biber und zeigt bereits die Weiterentwicklung der Säugetiere.
Eine wichtige weltweite Entwicklung unter den wirbellosen Meerestieren ist das Verschwinden der Ceratiten (Ceratitida) und das Erscheinen der modernen Ammoniten an der Trias-Jura-Grenze
Berühmte „fossile Bauwerke“ aus dem Jura Deutschlands sind die Schwammstotzen-Riffe der Schwäbischen Alb. Riffbildungen in kleinerem Maßstab existierten aber auch in Norddeutschland.

## Entwicklung der Flora
Die Flora wurde von den Gymnospermen dominiert (darunter die Nadelholzgewächse wie z. B. Mammutbäume und Kiefern, aber auch Ginkgobäume und Palmfarne). Der Jura wird auch als Zeitalter der Palmfarne (Cycadeen) bezeichnet, da diese sehr häufig waren. Den Unterwuchs der Wälder bildeten Farne und Schachtelhalme.

## Die Jurazeit in Mitteleuropa
Zu Beginn des Jura transgredierte das Meer, von Norden kommend, zunächst in einem relativ schmalen Bereich Nord- und Westdeutschlands bis nach Süddeutschland. In Nordostdeutschland und Ostdeutschland wurden kontinentale Ablagerungen sedimentiert. Im Mitteljura dehnte sich das Meer dann weiter nach Osten aus. Fast die gesamte osteuropäische Plattform wurde überflutet. Weite Teile Skandinaviens und Teile Böhmens und die Rheinische Insel blieben jedoch Festland während des beinahe gesamten Jura. Böhmische Insel und Rheinische Masse wurden bereits während einer Regression im oberen Mitteljura zu einer Insel und trennten Norddeutschen und Süddeutschen Jura. Am Ende des Jura verlandete Süddeutschland weitgehend, während in Norddeutschland weiter marine oder brackische Ablagerungsbedingungen herrschten.